# Preussen (veliero)
La Preussen ( o Preußen, che in tedesco significa Prussia) è stata una nave a palo a cinque alberi con chiglia in acciaio costruita nel 1902 a Geestemünde per la compagnia di navigazione F. Laeisz di Amburgo.
La Preussen è stato uno dei velieri più grandi mai costruiti, la più lunga in assoluto e la seconda per il tonnellaggio (dopo la Thomas W. Lawson, l'unico veliero a sette alberi costruito, con dislocamento di 13.860 tonnellate). È stata anche uno dei velieri più veloci: in un periodo di 11 giorni percorse 4.860 km, alla velocità media di oltre 11 nodi.

## Storia
Entrata in servizio il 31 luglio 1902, il suo primo viaggio fu un trasporto di nitrati verso Iquique in Cile, effettuato in 64 giorni doppiando capo Horn.
Nel 1903 (2 febbraio - 1º maggio) stabilì un record navigando da capo Lizard a Iquique in 57 giorni. Fece dodici viaggi andata e ritorno da Amburgo al Cile e nel 1908 un viaggio charter intorno al mondo per conto della Standard Oil, toccando i porti di New York e Yokohama.
Mentre stava effettuando il 14º viaggio verso il Cile, il 7 novembre 1910 subì uno speronamento nella Manica da parte del piroscafo SS Brighton, che violando le regole di navigazione cercò di passarle a prua sottovalutando la sua velocità (16 nodi, ca. 30 km/ora). Mentre tentava di raggiungere Dover per essere riparata, si arenò vicino alla costa a est della città e in seguito affondò. Tutto l'equipaggio riuscì a mettersi in salvo. Alcune parti del relitto giacciono ancora in un fondale di pochi metri nei pressi di Dover.
Era una delle navi mercantili a vela note come navi a palo. Per le sue dimensioni, eleganza e capacità di navigazione era chiamata nella sua epoca «la Regina delle Regine del mare».
Un modello in grande scala (1:48) della Preussen è conservato a San Francisco nel San Francisco Maritime Museum.
La nave da crociera a cinque alberi Royal Clipper, varata nel 2000, è ispirata al Preussen.

## Galleria d'immagini

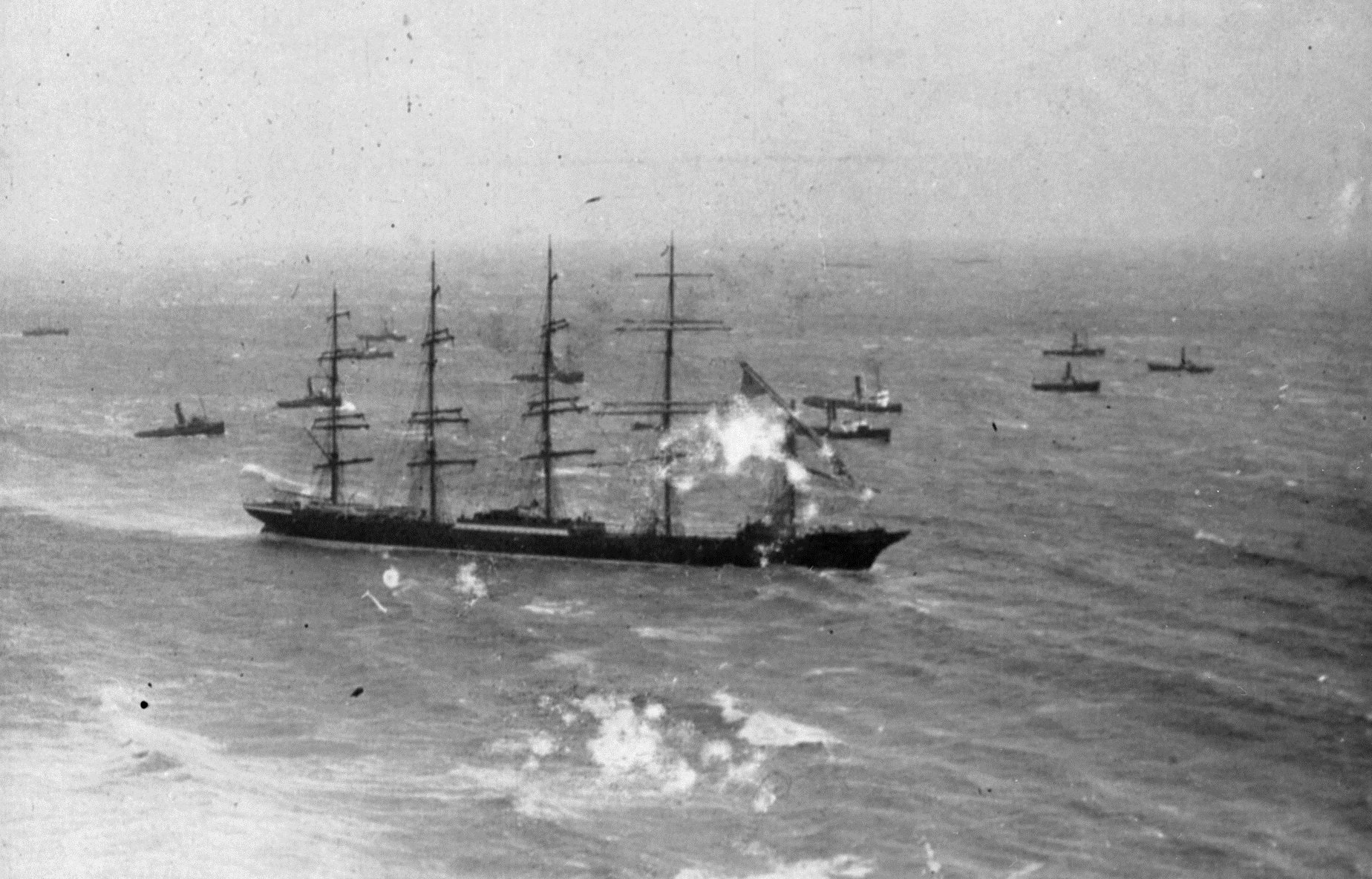
La Preussen nel 1910 subito dopo lo speronamento nella Manica